# Alors on danse (film)
Cet article concerne le film. Pour la chanson, voir Alors on danse.
Pour plus de détails, voir Fiche technique et Distribution.
Alors on danse est un film français réalisé par Michèle Laroque et sorti en 2021. Troisième réalisation de l'actrice, il s'agit d'un remake du film britannique Finding Your Feet (en).

## Synopsis
À la suite de la découverte des tromperies de son mari, Sandra (Michèle Laroque) le quitte en allant se réfugier chez sa sœur Danie (Isabelle Nanty).
Totalement différentes, les deux sœurs redécouvrent leur complicité grâce à la danse, leur passion commune.

## Fiche technique
- Titre original : Alors on danse
- Réalisation : Michèle Laroque
- Scénario : Michèle Laroque et Stéphane Ben Lahcene, d'après le scénario original de Nick Moorcroft et Meg Leonard
- Photographie : Gilles Porte
- Montage : Frédérique Olszak
- Décors : Pierre du Boisberranger
- Costumes : Emmanuelle Youchnovski
- Musique : Alexis Rault
- Production : Maxime Delauney et Romain Rousseau
- Société de production : Nolita Cinéma et TF1 Studio
- Budget : 7,5 millions d'euros[réf. nécessaire]
- Pays de production :  France
- Format : couleur
- Genre : comédie
- Durée : 105 minutes
- Dates de sortie :
  - Belgique : 2 octobre 2021 (Festival international du film francophone de Namur)
  - France : 16 mars 2022
  - Québec : 20 mai 2022[2]

## Distribution
- Michèle Laroque : Sandra
- Isabelle Nanty : Danie
- Thierry Lhermitte : Lucien
- Patrick Timsit : Roberto
- Jeanne Balibar : Aline
- Antoine Duléry : Paul
- Armelle : Juliette
- Alysson Paradis : Sophie
- Laurent Spielvogel : Pierre
- Sofiane Chalal : Riad
- Florence Muller : Rozenn
- Jean-Hugues Anglade : le maire
- Virginia Anderson : la promotrice
- Nicky Marbot : le policier
- Catherine Demaiffe :
- Jérémy Nadeau :

## Accueil

### Critique
La critique presse reçoit froidement la comédie. Pour Télé-Loisirs, c'est le duo entre Michèle Laroque et Isabelle Nanty qui parvient à maintenir « l'intérêt de ce portrait sensible d'une femme en crise ». La Voix du Nord parle d'un « film plan-plan ». Le Parisien parle d'un film qui « enchaine les scènes caricaturales et sans saveurs ». Pour Cineman, le film s'adresse à un public particulier qui pourra laisser se dessiner « quelques sourires ». Mais le film qui reste « optimiste [...] se fera vite oublier ».
Le site Allociné donne une moyenne de 1,8/5 pour un consortium de 6 titres de presse.

### Box-office
Le jour de sa sortie dans les salles françaises, le long-métrage se place en 3e position dans le classement du box-office des nouveautés en engrangeant 21 997 entrées, dont 10 071 en avant-première, pour 440 copies. Dans les sorties du jour, la comédie de Michèle Laroque est précédée par le drame français Notre-Dame brûle (41 089) et suivie par un autre drame français : À plein temps (15 157). Lors de sa première semaine d'exploitation, la comédie se place en 8e position du box-office français avec 167 617 entrées, devant la nouveauté dramatique À plein temps (100 254) et derrière la comédie française Permis de construire (201 354).